# Spectre (filme)
007 - Contra Spectre (usa: Spectre; prt: 007 Spectre) é um filme britânico de ação e aventura, o vigésimo quarto da franquia cinematográfica de James Bond, produzido pela EON Productions e o quarto estrelando Daniel Craig interpretando o agente secreto 007. Spectre é dirigido por Sam Mendes, o mesmo do predecessor Skyfall, escrito por John Logan, Neal Purvis, Robert Wade e Jez Butterworth, e também tem no elenco Christoph Waltz, Léa Seydoux, Monica Bellucci, Ralph Fiennes, Dave Bautista, Naomie Harris, Ben Whishaw, Rory Kinnear e Andrew Scott. O filme marca o retorno do sindicato do crime Spectre, presente nos primeiros filmes da série com Sean Connery e George Lazenby. Spectre foi lançado em Portugal e no Brasil em 5 de novembro de 2015.
O filme recebeu críticas geralmente positivas, que elogiaram as sequências de ação, o seu estilo, fotografia, a atmosfera de suspense e ação, com Waltz e Bautista recebendo muitos elogios por suas performances como Blofeld e Hinx. Foi um grande sucesso de bilheteria, arrecadando mais de 880 milhões de dólares, até mesmo superando a de filmes mais aguardados como Batman v Superman: Dawn of Justice. Venceu o Oscar de canção Original por Writing's on the Wall de Sam Smith, desbancando a favorita Lady Gaga com Til It Happens To You. Ao ganhar um Oscar, Spectre e Skyfall se tornaram os primeiros filmes de James Bond consecutivos desde 007 Contra Goldfinger (1964) e 007 Contra a Chantagem Atômica (1965) a ganharem Oscars.

## Sinopse
Na Cidade do México, o agente do MI6 James Bond frustra uma tentativa de atentado durante o festival do Dia dos Mortos. Bond obtém um anel estilizado com um polvo após matar o homem responsável pela tentativa, Marco Sciarra, descobrindo sua conexão com uma organização secreta desconhecida.
Em Londres, Gareth Mallory, o atual M, suspende Bond por sua missão não autorizada. M está envolvido em uma luta pelo poder com Max Denbigh (a quem Bond chama de "C"), o Diretor-Geral do novo Serviço Conjunto de Inteligência privado formado pela fusão do MI5 e do MI6. C é autor de uma campanha para que a Grã-Bretanha se junte à iniciativa global de vigilância e inteligência "Nove Olhos", e feche a seção de agentes '00'. Bond, que estava operando em uma missão designada postumamente pela M anterior para eliminar Sciarra e rastrear seus empregadores, foge do MI6; com Eve Moneypenny e Q concordando em ajudar Bond secretamente.
Seguindo as instruções da M anterior, Bond comparece ao funeral de Sciarra em Roma e resgata sua viúva Lucia de seus executores. Lucia revela a associação de Sciarra com uma rede terrorista comandada pelo líder Franz Oberhauser, que foi dado como morto por vinte anos. Usando o anel de Sciarra, Bond se infiltra em uma reunião onde Oberhauser aponta o "Rei Pálido" para ser assassinado. Oberhauser reconhece Bond, que foge pela cidade em um Aston Martin DB10 modificado, perseguido pelo braço direito de Oberhauser, Hinx. Moneypenny identifica o Rei Pálido como o Sr. White, um ex-membro da subsidiária da organização, Quantum.
Bond rastreia White até Altaussee, Áustria, onde ele está morrendo de envenenamento por tálio. Bond se oferece para proteger sua filha, a psiquiatra Madeleine Swann, que possui conhecimento sobre "L'Américain". Ao concordar, White comete suicídio. Bond encontra Swann, que reluta em confiar nele até ser sequestrada por Hinx e seus homens. Bond resgata Swann, ganhando sua confiança. Q revela que Le Chiffre, Dominic Greene e Raoul Silva eram agentes da organização de Oberhauser, que Swann revela se chamar Spectre. Swann leva Bond para L'Américain, um hotel em Tânger, onde uma sala secreta os direciona para a base de Oberhauser no Deserto do Saara. Hinx os embosca a caminho da base em um trem, mas eles lutam contra ele e o derrotam.
Chegando à base, Bond e Swann confrontam Oberhauser, que revela o envolvimento da Spectre no Serviço Conjunto de Inteligência e no programa Nove Olhos. C, cúmplice do esquema de Oberhauser, planeja dar à Spectre acesso irrestrito à inteligência coletada por Nove Olhos. Depois de mostrar a Swann uma gravação angustiante do suicídio de seu pai, Oberhauser submete Bond a tortura neurocirúrgica. Ele revela seu passado compartilhado com Bond para Swann, revelando que eles se tornaram irmãos adotivos depois que os pais de Bond morreram. Com inveja da recém-descoberta afeição de seu pai por Bond e ressentido com sua negligência, Oberhauser o matou e encenou sua própria morte também. Desde então, fundou a Spectre com a intenção de atingir Bond e adotou o nome Ernst Stavro Blofeld. Bond e Swann se libertam, atordoam Blofeld com um relógio de pulso explosivo e destroem a base antes de fugir para Londres para evitar que Nove Olhos fique online.
Em Londres, Bond, Swann, M, Q, Bill Tanner e Moneypenny se reúnem para prender C. No entanto, Swann e Bond são sequestrados separadamente por agentes da Spectre enquanto os outros seguem com o plano. Depois que Q impede Nove Olhos de ficar online, uma luta fatal entre M e C resulta na morte de C. Bond é levado às ruínas do antigo prédio do MI6, programado para demolição após o bombardeio de Silva, onde Swann é mantida em cativeiro. Blofeld, que sobreviveu à destruição da base com fortes cicatrizes no rosto, dá a Bond três minutos para salvar Swann ou enfrentar a morte. Bond encontra Swann e eles escapam quando o prédio desaba. Bond abate o helicóptero de Blofeld, que cai na ponte de Westminster. Blofeld é poupado por Bond e é preso por M.
Mais tarde, Bond recebe seu Aston Martin DB5 restaurado de Q e sai dirigindo com Swann.

## Elenco
- Daniel Craig como James Bond, o agente secreto 007.
- Christoph Waltz como Ernst Stavro Blofeld, o líder da Organização Criminosa SPECTRE. Também conhecido como Franz Oberhauser, irmão de criação de Bond após este perder os pais.
- Léa Seydoux como Madeleine Swann, uma médica filha de Mr. White.
- Ben Whishaw como Q, o contramestre do MI6.
- Naomie Harris como Eve Moneypenny, a assistente de M.
- Dave Bautista como Mr. Hinx, capanga de Ernst Stavro Blofeld.
- Monica Bellucci como Lucia Sciarra, esposa de um assassino da SPECTRE.
- Ralph Fiennes como Gareth Mallory, o M, chefe do MI6.
- Rory Kinnear como Bill Tanner, o chefe de gabinete do MI6.
- Andrew Scott como "C" (Max Denbigh), o diretor do MI5, órgão de espionagem ligado ao MI6.
- Jesper Christensen como Mr. White, um membro da organização criminosa Quantum - que é revelada como parte da SPECTRE.
- Alessandro Cremona como Marco Sciarra, um criminoso italiano e marido de Lucia Sciarra.
- Judi Dench como a antecessora de Mallory como M.

## Produção

### Disputa de direitos
A propriedade da organização SPECTRE e seus personagens relacionados esteve no centro de uma duradoura disputa que começou em 1961 entre o autor Ian Fleming e o produtor Kevin McClory sobre os direitos do romance Thunderball, depois que Ian incorporou na história do livro elementos de um roteiro que foi escrito por Kevin McClory. Fleming fez um acordo judicial com McClory em 1963, dando ao produtor os direitos do filme e assim permitindo que ele produzisse em 1965 Thunderball  (com Albert R. Broccoli e Harry Saltzman ficando como produtores executivos). E do filme não-canônico Never Say Never Again de 1983. Sob os termos do acordo, os direitos literários permaneceram com Fleming. Enquanto que a EON Productions obteve uma licença para usar a SPECTRE e os personagens de McClory por dez anos, permitindo que aparecessem nos filmes 007 You Only Live Twice, 007 On Her Majesty's Secret Service e 007 Diamonds Are Forever.
Em novembro de 2013, a Metro-Goldwyn-Mayer e o espólio de McClory finalmente encerraram a disputa com a Danjaq LLC (a empresa mãe da EON Productions), com a MGM adquirindo os direitos autorais completos do conceito da SPECTRE e todos os seus personagens.

### Filmagens
Spectre foi filmado de 6 de dezembro de 2014 até 5 de julho de 2015 na Áustria,no Reino Unido,na Itália,no Marrocos e no México.

### Recorde
O filme entrou para o Guinness Book of Records pela maior explosão já ocorrida no cinema, na cena em que o quartel-general da SPECTRE no deserto foi destruído por Bond. Chris Corbould, o supervisor de efeitos especiais e sua equipe, usaram 8418 litros de combustível e 33 quilos de explosivos para conseguirem o recorde e o efeito desejado.

### Música
Thomas Newman voltou a compor a trilha sonora após ter feito a de Skyfall. A música-tema, "Writing's on the Wall", foi escrita e gravada por Sam Smith, o primeiro cantor britânico solo responsável por uma canção da série desde Tom Jones em Thunderball. Writing's on the Wall recebeu o Globo de ouro de melhor canção original e o Oscar de melhor canção original.

## Recepção
Spectre recebeu críticas mistas. No agregador de resenhas Rotten Tomatoes, o filme tem uma classificação de aprovação de 63% com base em 359 resenhas, com uma classificação média de 6,4/10.